# هيئة دبي للطيران المدني
هيئة دبي للطيران المدني (DCA) هي الهيئة الإدارية التي تشرف على أنشطة الطيران في دبي، الإمارات العربية المتحدة.

## تاريخ
كانت هيئة دبي للطيران المدني في السابق هي المشغل لمطار دبي الدولي وقرية دبي للشحن والمنطقة الحرة بدبي. تم نقل إدارة مطارات دبي وبوابات الشحن إلى شركة مطارات دبي، وهي كيان منفصل عن هيئة دبي للطيران المدني. مع إعادة الهيكلة لهيئة دبي للطيران المدني، تم تضييق نطاق أنشطة إدارة الطيران المدني إلى لوائح وتصاريح الطيران. أحمد بن سعيد آل مكتوم هو رئيس دائرة الطيران المدني.

## روابط خارجية
- دائرة الطيران المدني